# 창세학교
창세학교는 경기도 성남시 수정구 수진역 옆에 있는 초중학력인정 학교형태의 평생교육시설이다. 1971년에 철거민 정착지에 천막교실을 열면서 시작되었다. 현재 초등학교 과정과 중학교과정의 학력인정 문해교육 프로그램을 운영하고 있다. 